# Jeleznogorsk
Jeleznogorsk (în rusă Железногорск) este un oraș din Regiunea Kursk, Federația Rusă și are o populație de 95.528 locuitori.